# The Professor and the Madman
Pour plus de détails, voir Fiche technique et Distribution.
The Professor and the Madman est un film multinational réalisé par Farhad Safinia, sorti en 2019. Il s'agit d'une adaptation cinématographique du livre Le Fou et le Professeur (The Surgeon of Crowthorne) de Simon Winchester.
Tourné en 2016, le film ne sort qu'en 2019. La sortie a notamment été retardée par un conflit entre certaines sociétés de production. Aux États-Unis, il ne connait qu'une sortie limitée en salles puis en vidéo à la demande. En France, il sort directement en vidéo en 2019. Il est ensuite présenté hors compétition au festival du cinéma américain de Deauville 2020.

## Synopsis

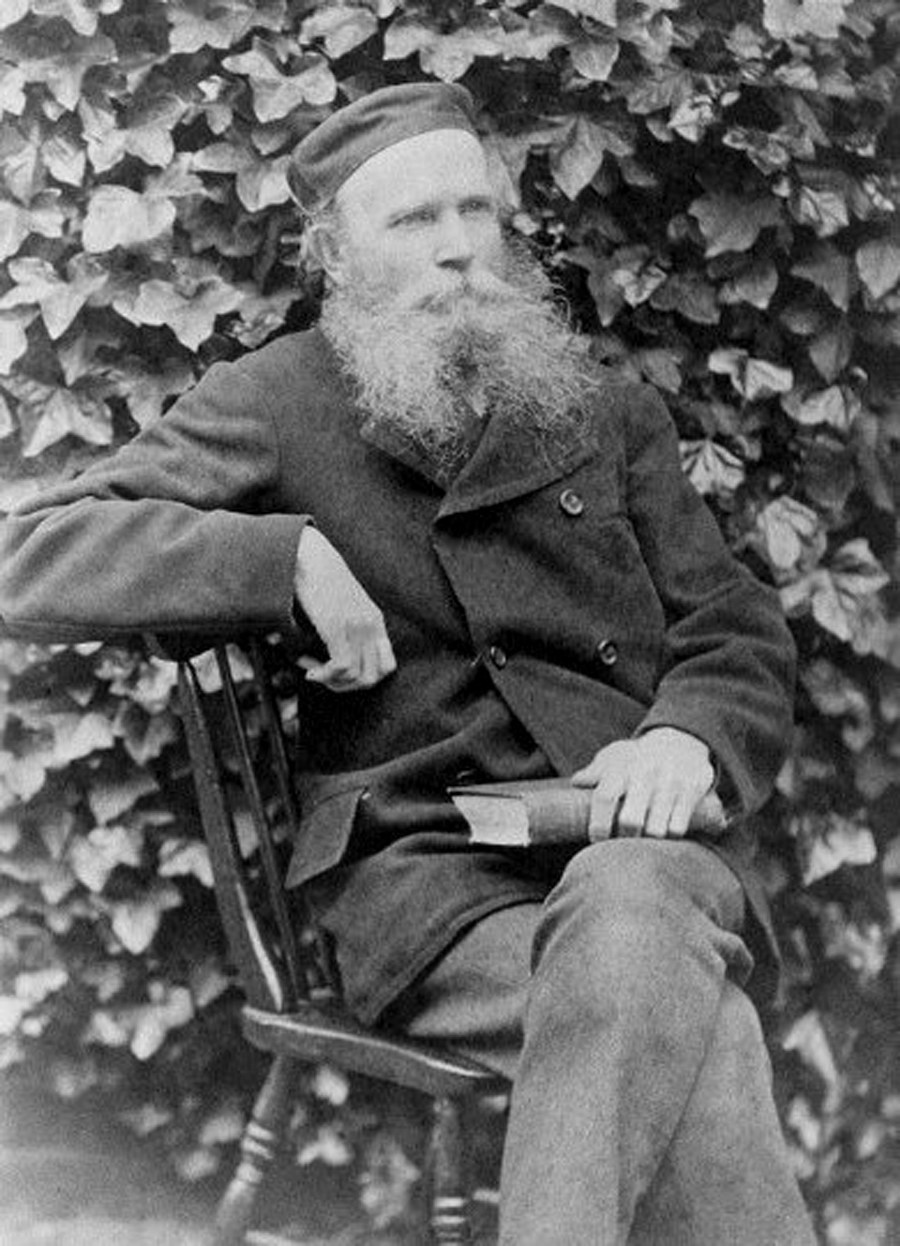
William Chester Minor

William Chester Minor, médecin militaire américain, souffre d'une schizophrénie post-traumatique après les horreurs vécues pendant la guerre de Sécession. En 1872, il est interné dans l'hôpital psychiatrique britannique Broadmoor, à la suite d'un meurtre commis lors d'un séjour à Londres. Quelques années plus tard, il va correspondre avec James Murray, lexicographe et philologue écossais. Dès 1878, ce dernier est embauché pour rédiger l’Oxford English Dictionary, ouvrage qui deviendra un dictionnaire de référence. Chester Minor va également y participer fortement en remplissant des milliers de fiches, d'une remarquable qualité, qu'il envoie très régulièrement.

## Fiche technique
Sauf indication contraire, les informations mentionnées dans cette section peuvent être confirmées par la base de données cinématographiques IMDb,  présente dans la section « Liens externes ».
- Titre original : The Professor and the Madman
- Réalisation : Farhad Safinia (sous le pseudonyme P. B. Shemran)
- Scénario : John Boorman, Todd Komarnicki et Farhad Safinia (crédité P. B. Shemran), d'après Le fou et le professeur de Simon Winchester
- Direction artistique : Nenazoma McNamee
- Décors : Tom Conroy
- Costumes : Eimer Ni Mhaoldomhnaigh
- Photographie : Kasper Tuxen
- Montage : John Gilbert
- Musique : Bear McCreary
- Production : Nicolas Chartier, Bruce Davey, Mel Gibson

Producteurs délégués : Zev Foreman, Manu Gargi, Peter McAleese et Dominic Rustam
Coproducteurs : Léonard Glowinski et Macdara Kelleher
- Sociétés de production : Fastnet Films, Voltage Pictures, Fábrica de Cine, Definition Films, Zik Zak, Caviar Antwerp NV, Asia Production Fund One, 22h22 et Icon Entertainment International
- Sociétés de distribution : Vertical Entertainment (États-Unis)
- Budget : 25 millions de dollars[réf. nécessaire]
- Pays de production :  États-Unis,  Irlande,  Royaume-Uni,  France,  Belgique,  Islande,  Mexique,  Hong Kong
- Langue originale : anglais
- Format : couleur
- Genre : drame, biopic
- Durée : 124 minutes (États-Unis) contre seulement 98 minutes pour la version française
- Dates de sortie[2] :
  - Mexique : 15 mars 2019
  - États-Unis : 10 mai 2019 (sortie limitée)
  - France : septembre 2020 (Festival du cinéma américain de Deauville - hors compétition)
  - France : 3 décembre 2020 (en vidéo à la demande) avec 20 minutes de film en moins

## Distribution
- Mel Gibson (VFC : Michaël Cermeno) : James Murray
- Sean Penn (VFC : Olivier Valiente) : Dr. William Chester Minor
- Eddie Marsan (VFC : Alain Miret) : Muncie
- Natalie Dormer (VFC : Fanny Gatibelza) : Eliza Merrett
- Jennifer Ehle (VFC : Sylvie Santelli) : Ada Murray
- David O'Hara : Church
- Steve Coogan (VFC : Jean-Paul Szybura) : Frederick Furnivall
- Stephen Dillane (VFC : Éric Bonicatto) : Dr. Richard Brayn
- Ioan Gruffudd : Henry Bradley
- Jeremy Irvine : Charles Hall
- Laurence Fox : Philip Lyttelton Gell
- Anthony Andrews : Benjamin Jowett
- Aidan McArdle : l'avocat de la défense Clarke
- Brendan Patricks : Winston Churchill
- Rúaidhrí Conroy : Declan Reilly
- Lars Brygmann : Max Muller

Source : carton de doublage de la VOD 

## Production

### Genèse et développement
Mel Gibson tentait depuis moins d'une vingtaine d'années d'adapter Le fou et le professeur de Simon Winchester, tout comme Luc Besson qui en avait acquis un temps les droits. Mel Gibson voulait initialement le réaliser lui-même. En 2016, le projet se concrétise mais il charge Farhad Safinia, son coscénariste pour Apocalypto, de le réaliser.

### Attribution des rôles
Sean Penn entre en négociations pour incarner William Chester Minor en août 2016. Le même mois, Natalie Dormer signe pour un rôle. En septembre, Ioan Gruffudd rejoint à son tour la distribution.

### Tournage
Le tournage débute en septembre 2016 à Dublin en Irlande,.

## Accueil
Le film reçoit des critiques globalement mitigées. Sur l'agrégateur américain Rotten Tomatoes, il récolte 41 % d'opinions favorables pour 29 critiques et une note moyenne de 5,51⁄10. Sur Metacritic, il obtient une note moyenne de 25⁄100 pour 4 critiques.

## Poursuites judiciaires et conséquences
En juillet 2017, Mel Gibson et sa société de production Icon Productions tentent une action en justice contre Voltage Pictures (en). Ils reprochent à Voltage Pictures le contrôle de certains aspects de la production. Il est aussi reproché à Voltage Pictures d'avoir refusé de programmer cinq jours de tournage pour des scènes importantes à Oxford ainsi que le final cut au réalisateur,.
Le 19 juin 2018, le juge Ruth Kwan du tribunal du comté de Los Angeles déboute Mel Gibson. Ces poursuites font ensuite l'objet d'un règlement à l'amiable confidentiel en avril 2019. Mel Gibson et le réalisateur Farhad Safinia prennent alors leur distance avec le film, estimant que la version sortie par Voltage ne leur convient pas. Ainsi, ils ne participent pas à la promotion du film. Au générique, Farhad Safinia est crédité sous le pseudonyme de P. B. Shemran.